# أرماندو مونتيرو فيلهو
أرماندو مونتيرو فيلهو هو مهندس وسياسي برازيلي، ولد في 11 سبتمبر 1925 في ريسيفي في البرازيل، وتوفي بنفس المكان في 2 يناير 2018. نشط حزبياً في الحركة الديمقراطية البرازيلية. وقد انتخب وزير الزراعة ‏ وانتخب federal deputy of Pernambuco ‏.